# Église Notre-Dame du Roncier
L'église Notre-Dame du Roncier est située à Rostrenen en France.

## Localisation
L'église est située sur le territoire de la commune de Rostrenen,  place de la République, dans le département  des Côtes-d'Armor, dans la région Bretagne.

## Description
Église ancienne du XIVe siècle dont le portail latéral est classé et qui possède trois retables du XVIIIe siècle, les arcades du transept et la partie inférieure du porche sud sont datées entre 1320 et 1352 (armes de Jehanne de Rostren et Alain de Rohan) ; porche sud du XVIe siècle ; le transept du XVIIe siècle ; le chœur du XVIIIe siècle ; en 1749 partie supérieure du porche sud ; en 1776 tour ouest ; nef en 1888 sur des plans d'Henri Guérin,,.

## Historique
L'église est classée partiellement (portail latéral) au titre des monuments historiques par arrêté du 22 octobre 1913.

## Galerie

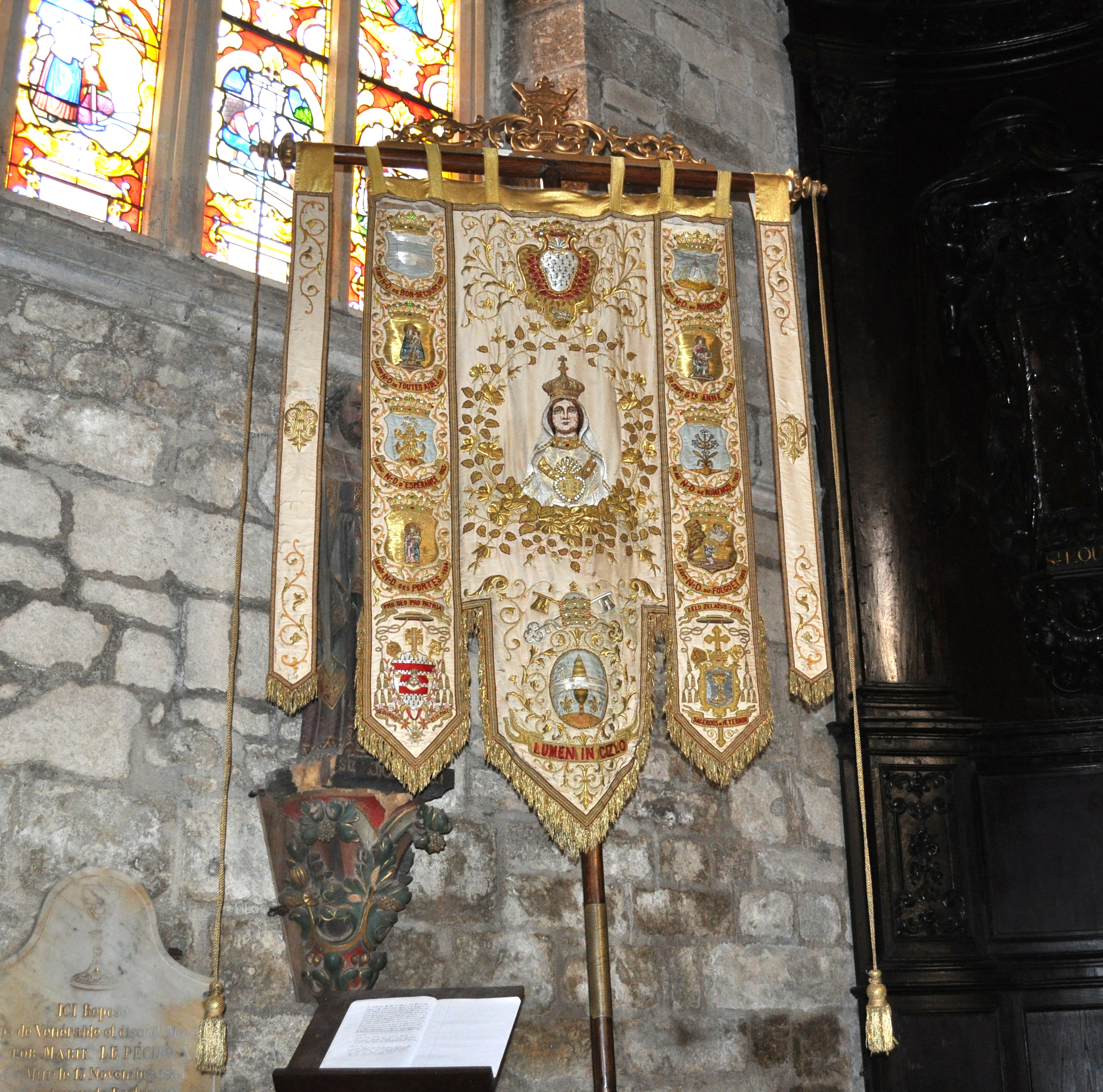
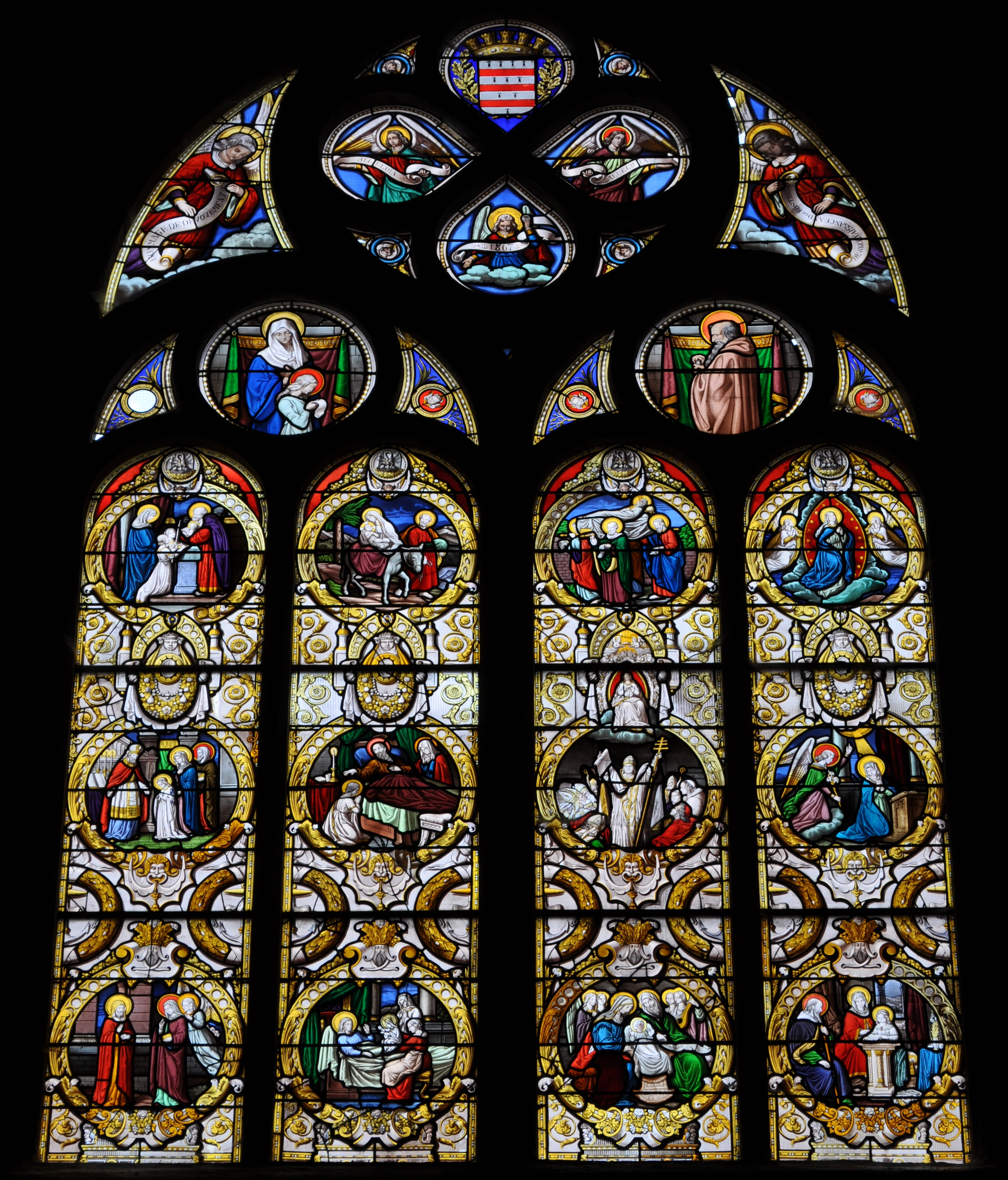
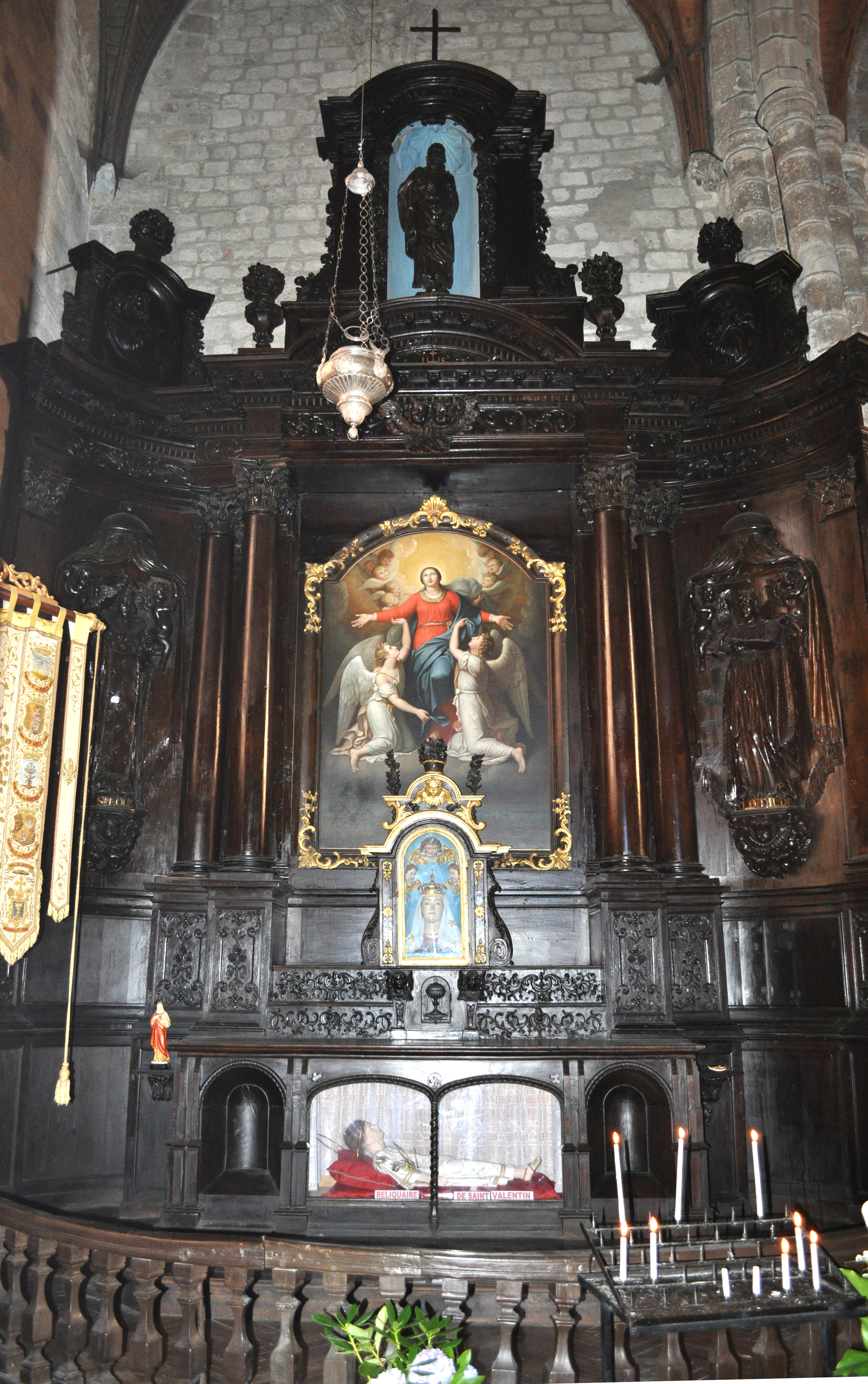
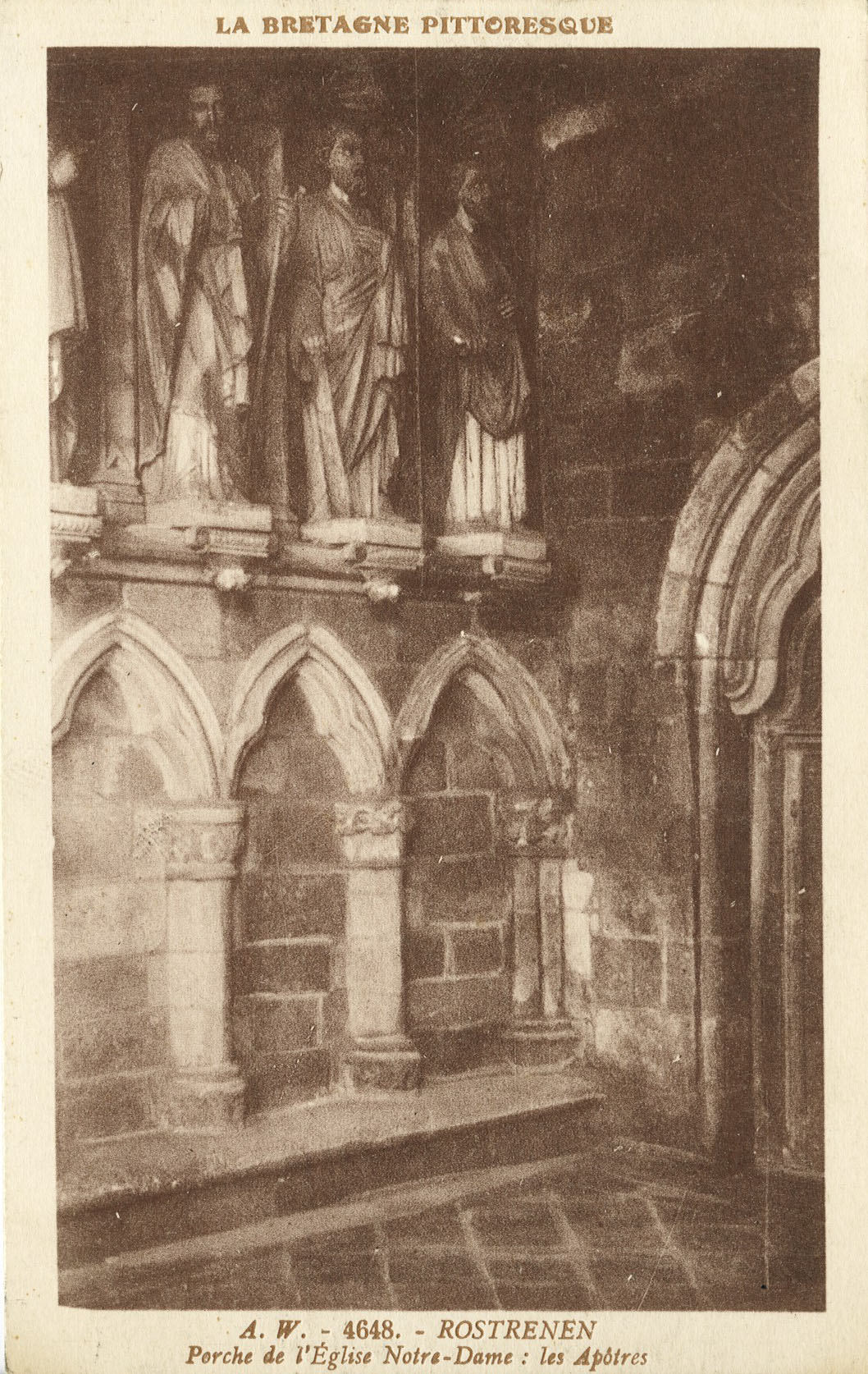
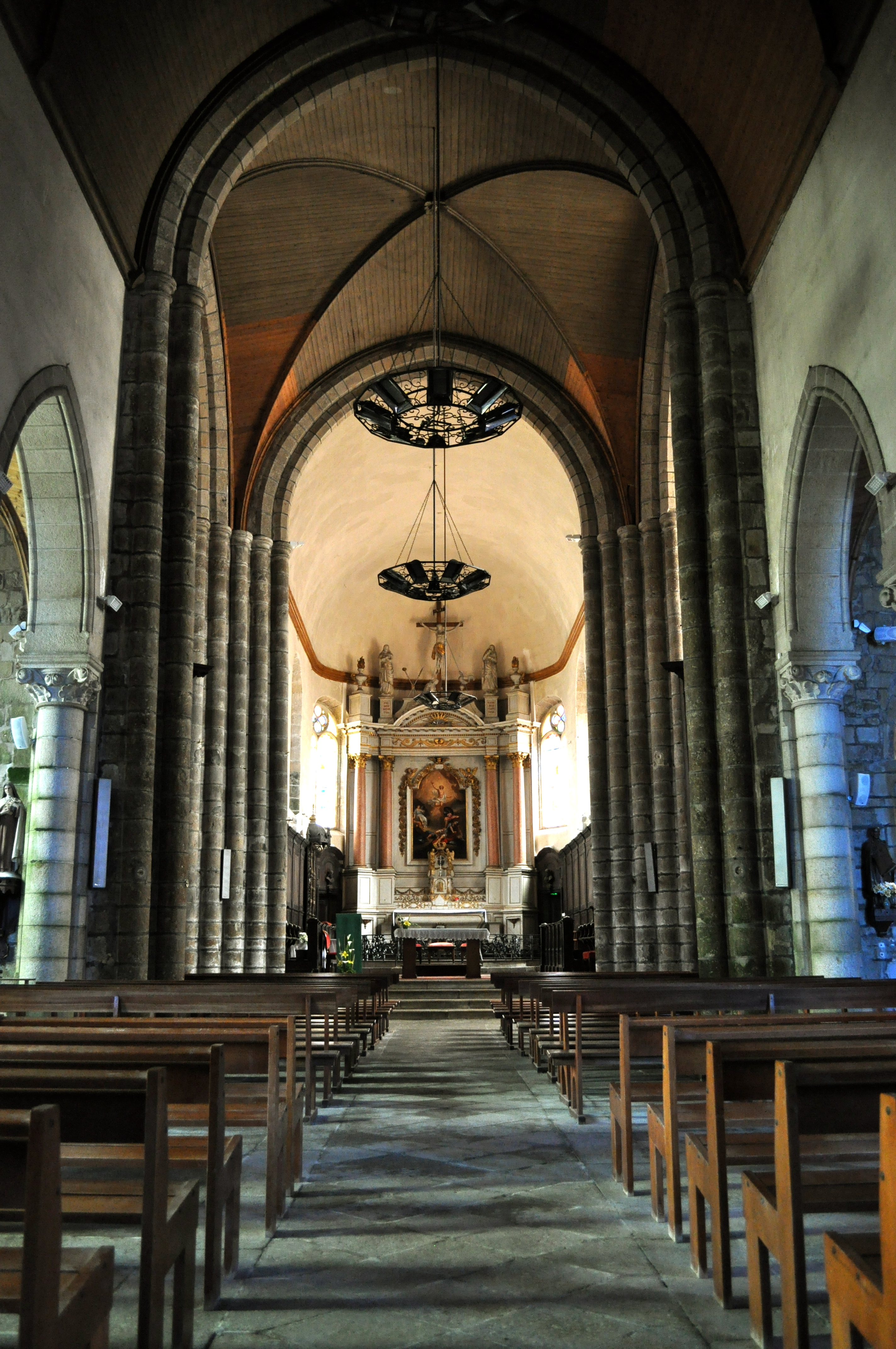
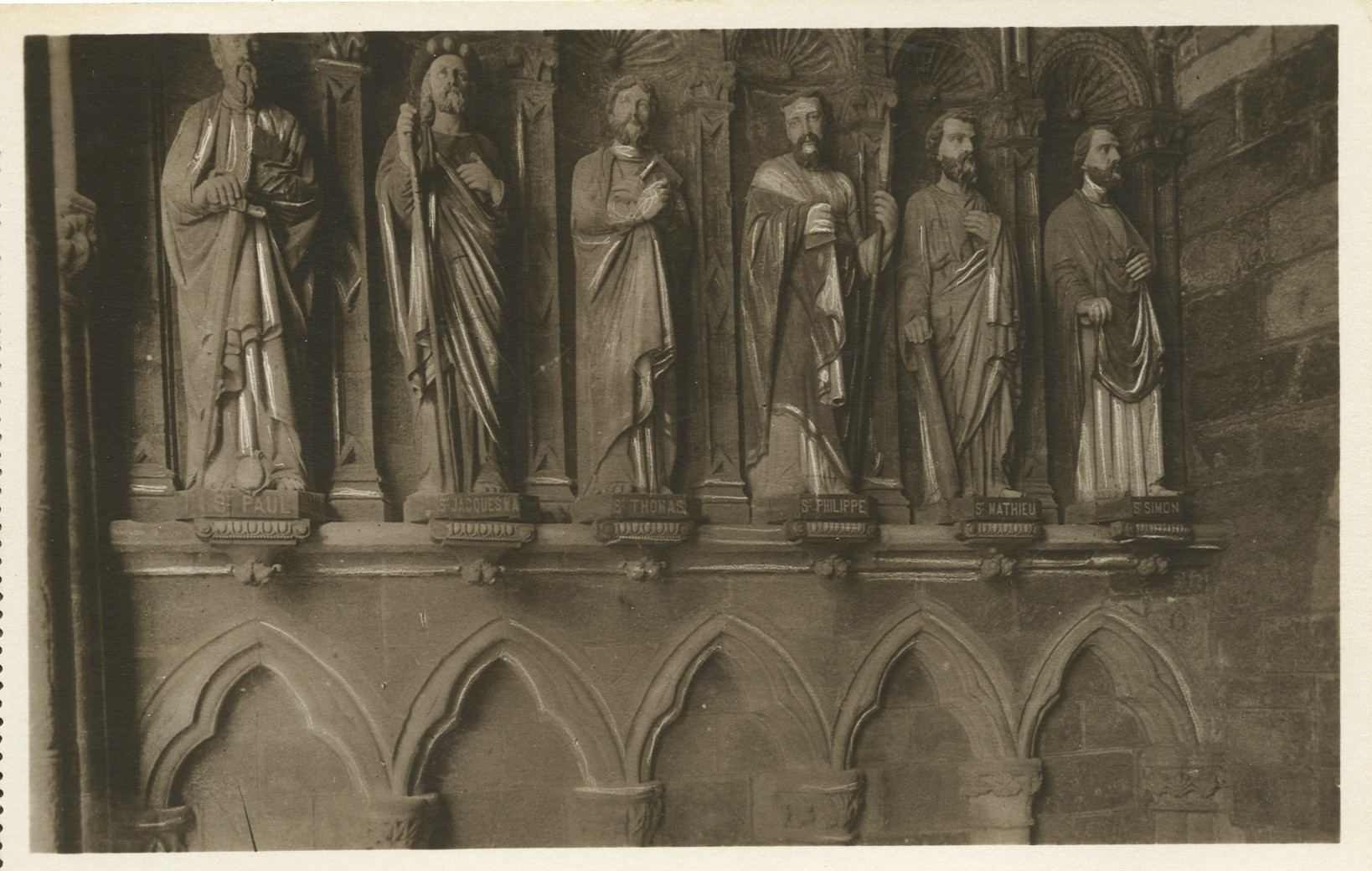